# Janvier Charles M'Barga
Janvier Charles M'Barga (Yaoundé, 27 de setembro de 1985) é um futebolista profissional camaronês que atua como goleiro.

## Carreira
Janvier Charles M'Barga representou o elenco da Seleção Camaronesa de Futebol no Campeonato Africano das Nações de 2008.